# Frédérick Bousquet
Frédérick Bousquet (* 8. dubna 1981 Perpignan) je francouzský plavec. Je to světový rekordman na 4×50 m volný způsob (VZ) v krátkém bazénu. Také drží 4 evropské rekordy, a sice 4x50VZ a 4x100VZ v krátkém bazénu a 50VZ a 4x100VZ v dlouhém bazénu. Také časem 20,94 překonal světový rekord na 50 metrů volný způsob, jenž mu nebyl uznán kvůli nepovoleným polyuretanovým plavkám. Byl i držitelem světového rekordu na 50 metrů volný způsob v krátkém bazénu (21,10), který zaplaval v roce 2004 na americkém NCAA. Také je manželem světoznámé plavkyně Laure Manadouová, v dubnu 2010 se jim narodila dcera Manon.

## Kariéra

### NCAA
Bousquet mezi roky 2001–2005 plaval v americkém vysokoškolském týmu Auburn College. V roce 2005 zaplaval NCAA a US Open rekordní čas na 50 yardů (18,74) a tím se stal prvním plavcem, který pokořil hranici 19 sekund na tuto trať.

### Mistrovství světa 2009
Bousquet je medailistou ze 4 světových šampionátů (3 na dlouhém a 1 na krátkém bazénu). Mezi jeho největší úspěchy se dá počítat stříbrná medaile z římského Mistrovství světa z tratě 50m volný způsob. Zde v semifinále překonal rekord šampionátu (časem 21,21), který byl poté ještě dvakrát překonán (v rozplavání o finále George Bowell - 21,20 a ve finále César Cielo Filho časem 21,08). Ve finále Fred Bousquet zaplaval stejný čas jako v semifinále - 21,21 a obsadil konečné druhé místo.
Další medaili přidal na 100 metrů volný způsob. Zde postupoval z rozplaveb jako šestý a do finále se probojoval dokonce až posledním - osmým - časem (47,98). Ve finále ovšem předvedl výkon, který stačil na konečnou třetí příčku (47,25). Zaostal o 0,13s za svým reprezentačním kolegou Alainem Bernardem (evropský rekord) a o 0,34 za Césarem Cielem Filhem (světový rekord).
Poslední medaili přidal ve štafetě na 4×100 metrů volný způsob, kde posledním úsekem (47,42) pomohl k zisku bronzové medaile v čase 3:09,89 - o 0,68s za vítěznými Američany.

### Mistrovství Evropy v krátkém bazénu 2009
Jak začal pro Bousqueta 2009 v červenci v Římě skvěle, skončil ještě lépe na prosincovém Mistrovství Evropy v krátkém bazénu 2009, které hostil turecký Istanbul. Zde získal plnou sbírku medailí, a sice dvě zlata na 50m volný způsob (20,53) a 4×50 volný způsob, stříbro na 50m motýlek (22,17) a bronz na 4×50 metrů polohový závod.

## Osobní rekordy
| Disciplína        | dlouhý bazén | krátký bazén |
| ----------------- | ------------ | ------------ |
| 50y volný způsob  | ×            | 18.67        |
| 50m volný způsob  | 20.93        | 20.63        |
| 100y volný způsob | ×            | 41.83        |
| 100m volný způsob | 47.15        | 46.87        |
| 50m motýlek       | 22.84        | 22.17        |
| 100m motýlek      | 51.50        | ×            |